# Barda (Perm)
Barda (russisch Барда́) ist ein Dorf (selo) in der Region Perm in Russland mit 8826 Einwohnern (Stand 14. Oktober 2010).

## Geographie
Der Ort liegt knapp 125 km Luftlinie südsüdwestlich des Regionsverwaltungszentrums Perm im westlichen Vorland des Ural, unterhalb der Mündung des linken, namensgebenden Nebenflusses Barda in den linken Kama-Nebenfluss Tulwa. Durch den Ort fließt der ebenfalls linke Tulwa-Zufluss Kasmak (auch Kasmakty).
Barda ist Verwaltungszentrum des Rajons Bardymski sowie Sitz der Landgemeinde Bardymskoje selskoje posselenije, zu der außerdem die Dörfer Mostowaja (4 km nordwestlich), Stary Tschad (10 km westlich) und Tschalkowo (7 km nördlich) gehören. Knapp zwei Drittel der Einwohner sind (tatarischsprachige) Baschkiren, knapp ein Drittel Tataren, nur etwa 5 % ethnische Russen.

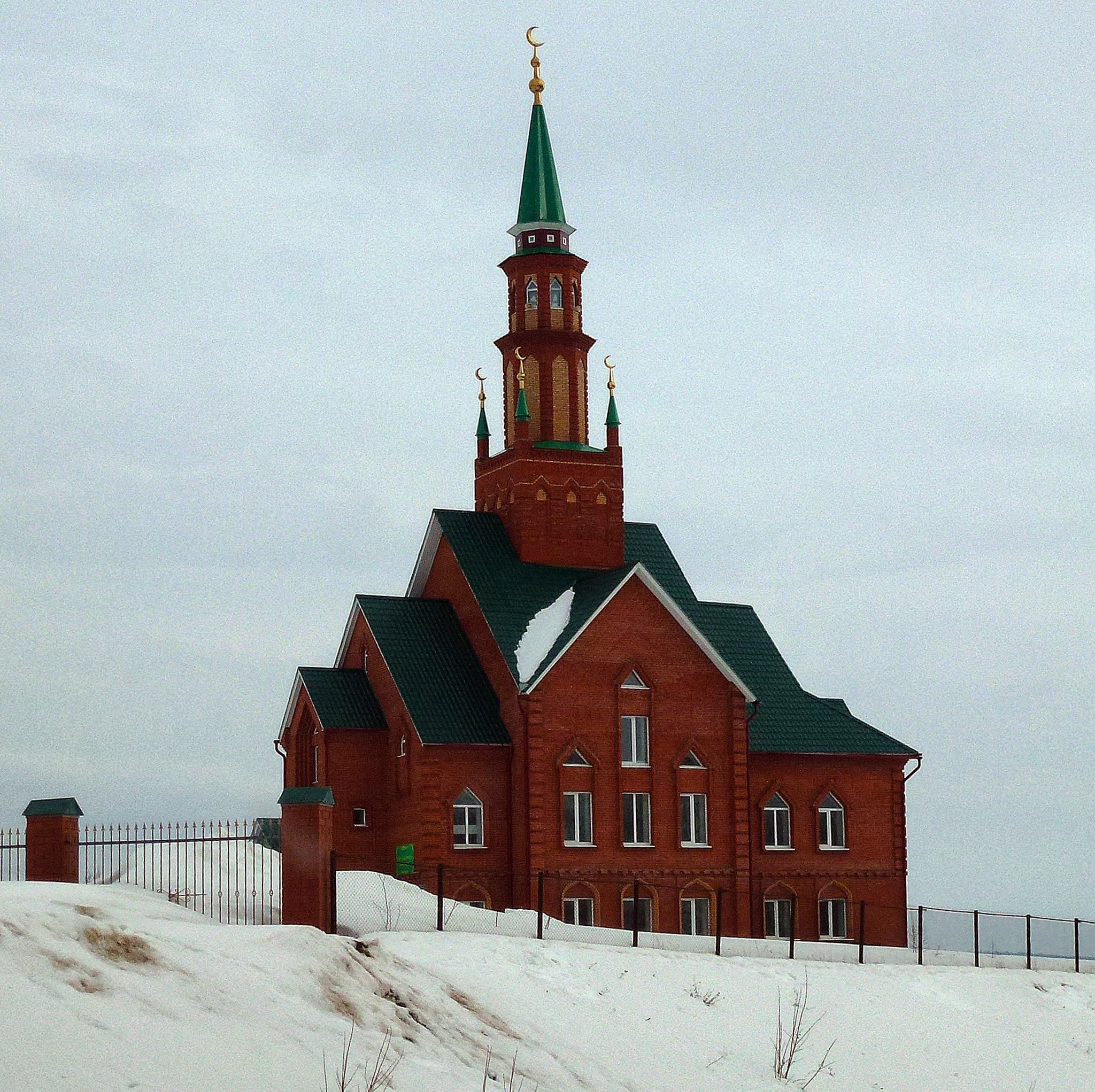
Hauptmoschee
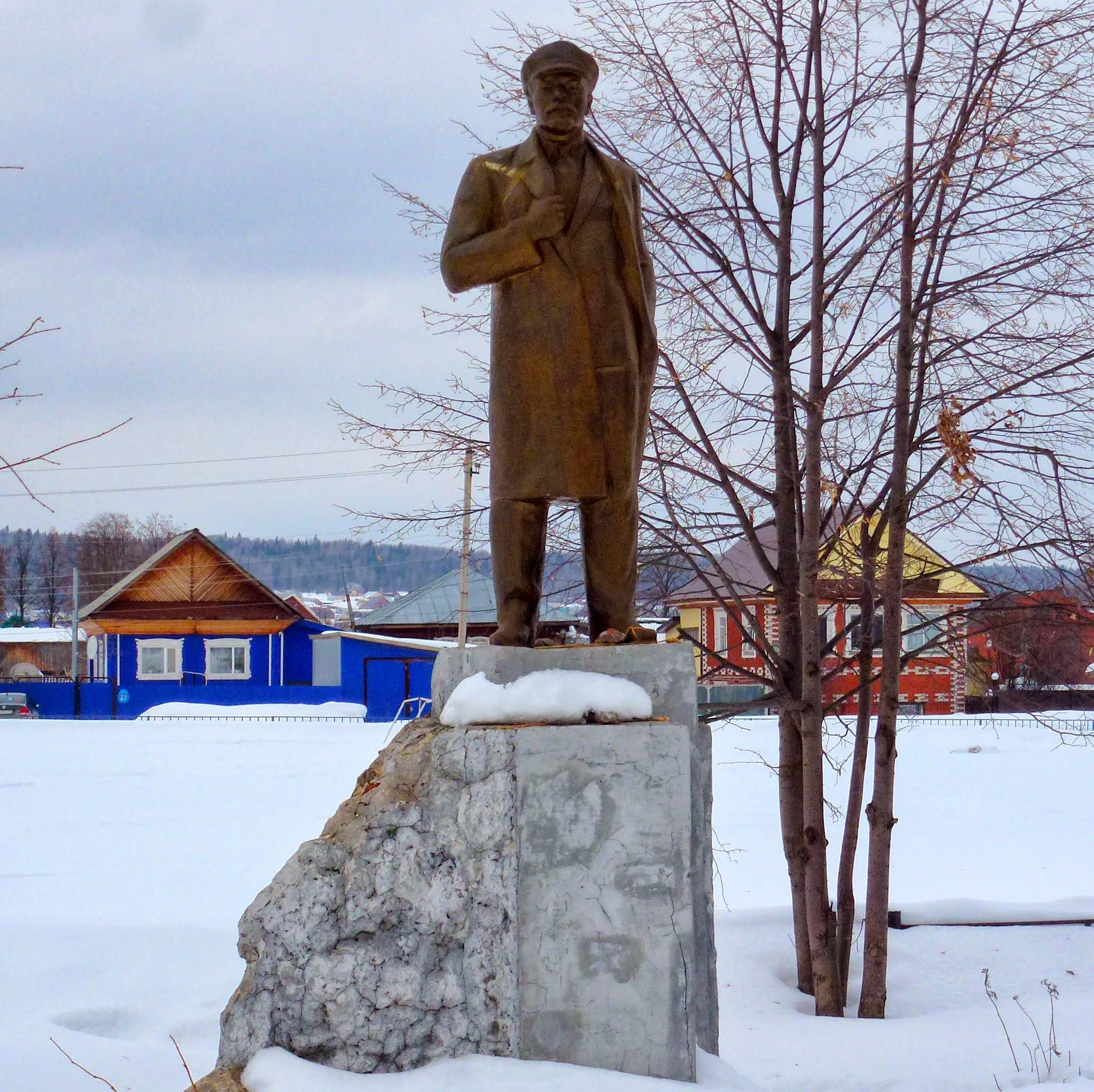
Lenin-Denkmal
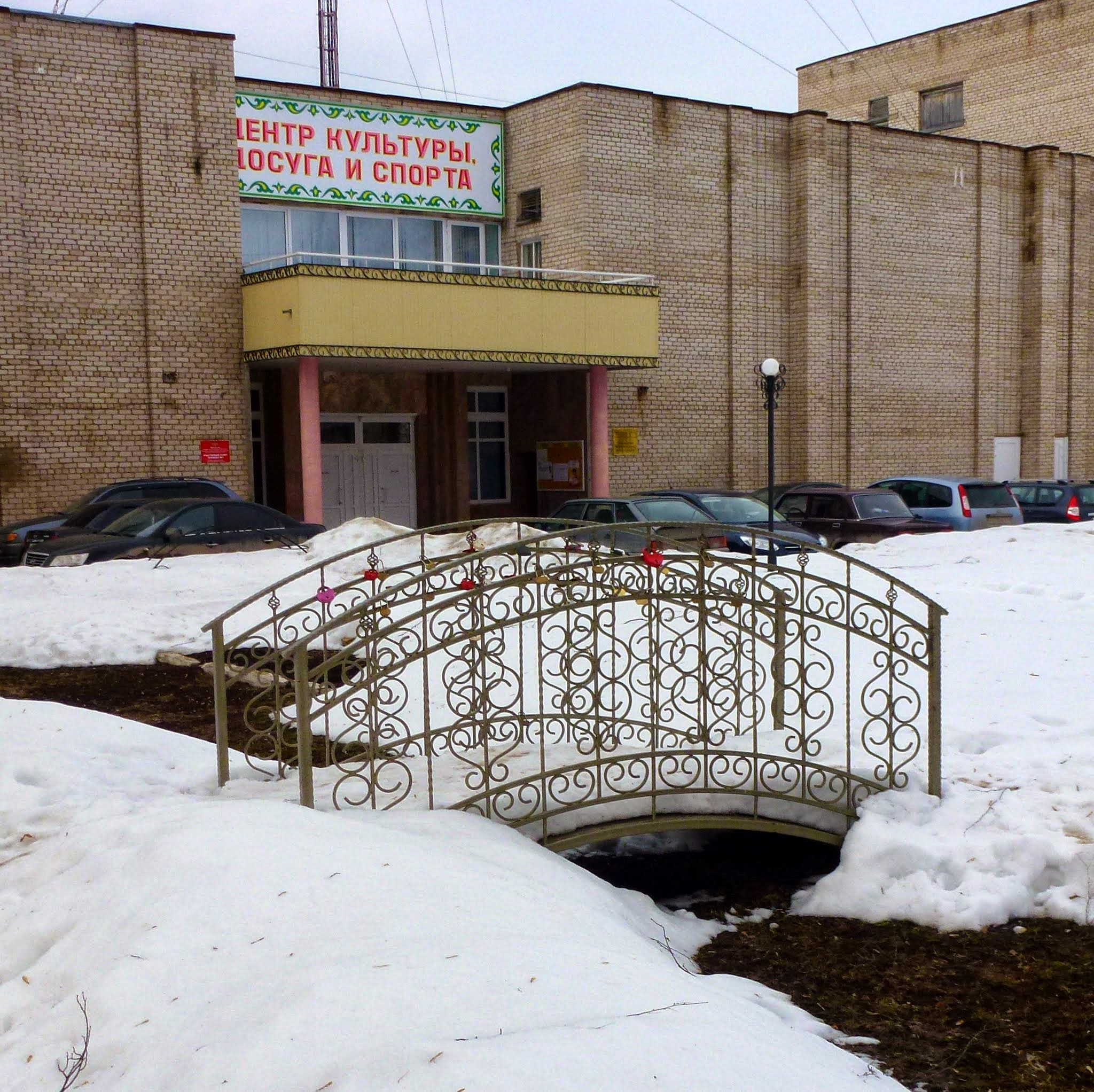
Kultur-, Freizeit- und Sportpalast
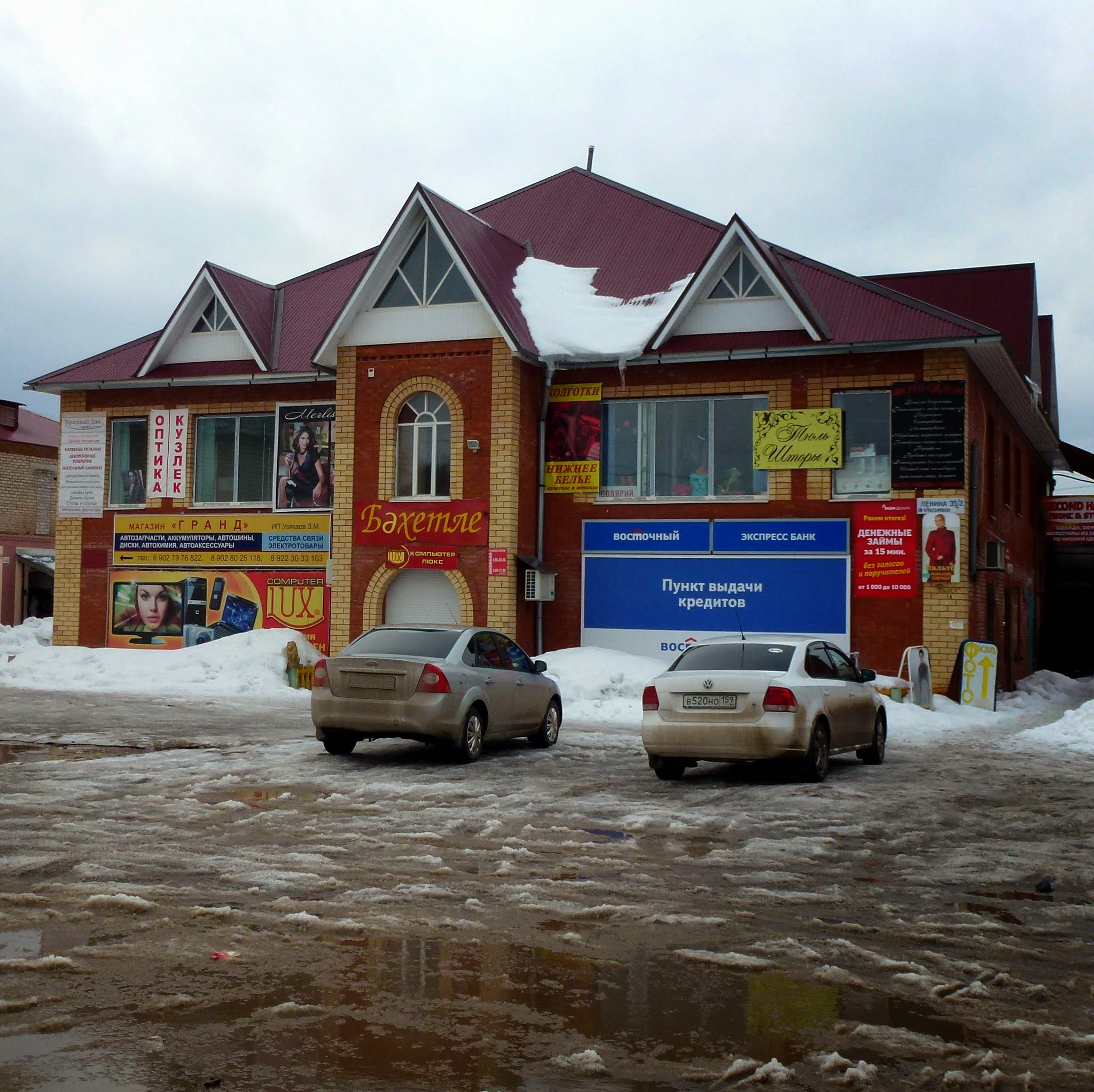
Einkaufszentrum
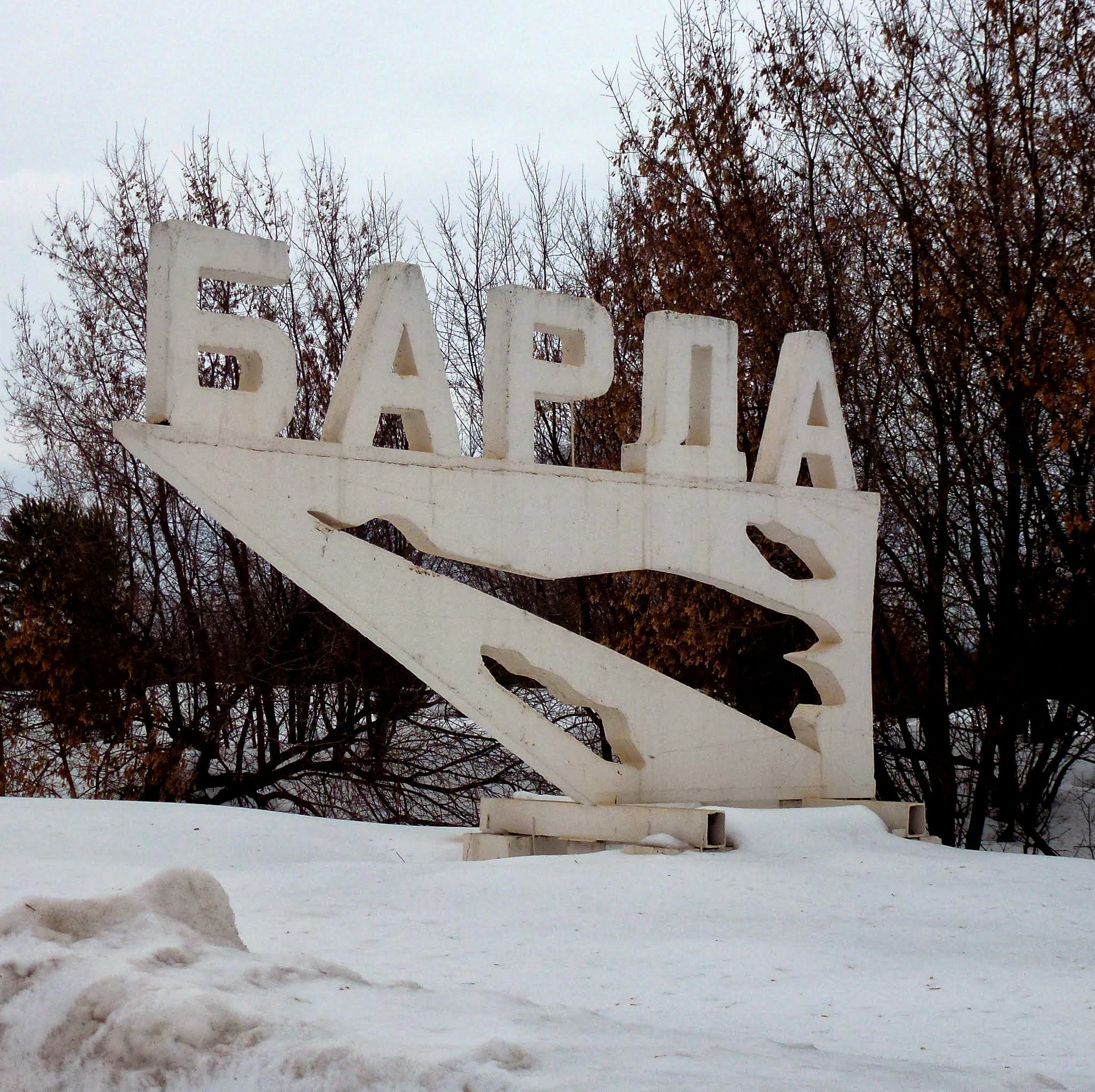
Ortseingang

## Geschichte
Der Ort wurde erstmals um 1630 urkundlich erwähnt, später Mitte des 18. Jahrhunderts im Zusammenhang mit der Errichtung einer Moschee sowie einer Madrasa für die dort ansässige überwiegend baschkirische Bevölkerung muslimischen Glaubens. Ab 1781 gehörte Barda zum Ujesd Ossa der Statthalterschaft Perm, ab 1796 des Gouvernements Perm. Alternativ wurde es nach dem Fluss auch als Kasmak(ty) bezeichnet, zur Unterscheidung vom im selben Ujesd gut 30 km westlich gelegenen Dorf Nischnjaja Barda („Nieder-Barda“). 
Am 4. November 1926 wurde Barda Sitz eines nach ihm benannten Rajons. Von Februar 1962 bis 12. Januar 1965 war der Rajon vorübergehend aufgelöst.

### Bevölkerungsentwicklung
| Jahr | Einwohner |
| ---- | --------- |
| 1897 | 2099      |
| 1926 | 2447      |
| 1939 | 3305      |
| 1959 | 3881      |
| 1970 | 4977      |
| 1979 | 5803      |
| 1989 | 7667      |
| 2002 | 8490      |
| 2010 | 8826      |

Anmerkung: Volkszählungsdaten

## Verkehr
Nordöstlich an Barda vorbei verläuft die Regionalstraßenverbindung Perm – Ufa, die ehemals durchgängig als R315 ausgezeichnet war. Der Abschnitt Ossa – Tschernuschka über Barda trägt heute die Nummer 57K-0006. Nach Süden zweigt die 57K-0017 als kürzere Alternativstrecke zum benachbarten Rajonzentrum Kujeda ab, wo sie wieder die frühere R315 erreicht. Dort befindet sich gut 50 km entfernt auch die nächstgelegene Bahnstation bei Kilometer 1271 der Eisenbahnstrecke Moskau – Kasan – Jekaterinburg.